# Деньгин, Вадим Николаевич
Вадим Николаевич Деньгин (18 октября 1938, Юдино, Челябинская область — 7 января 2015, Миасс, Челябинская область) — советский и российский учёный, инженер-механик, заместитель начальника Конструкторского бюро машиностроения, с 1993 года — Государственный ракетный центр «КБ им. академика В. П. Макеева» (1983—2002).

## Биография
Вадим Николаевич Деньгин родился 18 октября 1938 года в селе Юдино Юдинского сельсовета Петуховского района Челябинской области, ныне город Петухово — административный центр Петуховского муниципального округа Курганской области.
В 1956—1957 годах работал на Южно-Уральской железной дороге.
В 1957—1960 годах проходил службу в рядах Советской Армии.
В 1965 году окончил Челябинский политехнический институт, факультет «Двигатели, приборы, автоматы» по специальности «Летательные аппараты».
С 1965 года работал в Специальном конструкторском бюро № 385 (СКБ-385): инженер, ведущий инженер, в 1983—2002 годах — заместитель начальника предприятия. Участник разработки второго и третьего поколений стратегических морских комплексов с ракетами Р-27 Р-27У, Р-27К, Р-29, Р-29Р и Р-39 в части решения задачи стабилизации движения этих ракет на подводном участке (1965—1983).
В 1972 году разработал на аналого-вычислительных машинах программу определения фактических гидродинамических характеристик ракеты по параметрам её движения при пусках с подводной лодки.
В 1976 году разработал программу определения параметров движения ракеты на подводном участке траектории в зависимости от интенсивности волнения моря и фазы волны — для решения задачи упреждения старта.
Разработал и внедрил информационно-справочную систему «Город», которая обеспечивала данными избирательные комиссии, разрешительную систему, военкоматы, МВД, городскую справку, тепло-, водоснабжающие и жилищно-эксплуатационные организации, перепись населения.
Автор 6 изобретений по проблемам подводного старта и около 100 внедренных рационализаторских предложений.
В 1984—1991 годах был депутатом Миасского городского Совета народных депутатов, работал заместителем председателя комиссии по социалистической законности и правопорядку.
Академик Российской академии космонавтики им. К. Э. Циолковского (РАКЦ) (1999).
Вадим Николаевич Деньгин умер 7 января 2015 года в городе Миассе Челябинской области. Прощание было 10 января 2015 года в траурном зале «Мемориала» в Машгородке города Миасса. Похоронен <где?>.

## Награды
- Орден «Знак Почёта», 1984 год[4]
- Юбилейная медаль «300 лет Российскому флоту», 1996 год[5]
- Премия имени В. П. Макеева, 1991 год[6]
- Медаль Федерации космонавтики СССР «ХХХ лет полёта Ю. А. Гагарина», 1993 год
- Награды Федерации космонавтики России
  - Медаль им. акад. В. П. Макеева
  - Медаль им. К. Э. Циолковского
  - Медаль им. акад. С. П. Королёва
  - Медаль им. Ю. А. Гагарина